# Forêts, rochers et étangs du pays de Bitche
Forêts, rochers et étangs du pays de Bitche este o arie protejată (arie de protecție specială avifaunistică — SPA) din Franța întinsă pe o suprafață de 6.279 ha, integral pe uscat.

## Localizare
Centrul sitului Forêts, rochers et étangs du pays de Bitche este situat la coordonatele 49°00′33″N 7°32′36″E / 49.00917°N 7.54333°E.

## Înființare
Situl Forêts, rochers et étangs du pays de Bitche a fost declarat arie de protecție specială avifaunistică în baza directivei 79/409 din 1979 referitoare la conservarea păsărilor sălbatice pentru a proteja 13 specii de animale.

## Biodiversitate
Situată în ecoregiunea continentală, aria protejată nu include niciun habitat protejat.
La baza desemnării sitului se află mai multe specii protejate de  păsări (13): minunița (Aegolius funereus), pescăruș albastru (Alcedo atthis), rață mare (Anas platyrhynchos), barză neagră (Ciconia nigra), ciocănitoarea de stejar (Dendrocopos medius), ciocănitoare neagră (Dryocopus martius), șoim călător (Falco peregrinus), ciuvică (Glaucidium passerinum), sfrâncioc roșiatic (Lanius collurio), viespar (Pernis apivorus), ciocănitoare verzuie (Picus canus), cristei de baltă (Rallus aquaticus), sitar de pădure (Scolopax rusticola).
Pe lângă speciile protejate, pe teritoriul sitului au mai fost identificate 10 specii de păsări.